# Prevzeta beseda
Prevzéta beséda je beseda, ki je bila vnesena v jezik iz kakega drugega jezika (npr. knez, križ, avto, ford, Petrarca) ali iz kakega narečja istega jezika (npr. gostüvanje). Jezik pozna poleg prevzetega tudi domače besedje, ki pa je, v primeru slovenščine, bodisi podedovano iz praslovanščine (npr. mati, dobro, delati) ali razvito iz takega besedja (npr. seveda).
Prevzete besede v slovenščini so glede na izvor predvsem treh vrst:
- iz slovanskih jezikov,
- iz zahodnoevropskih in drugih živih jezikov,
- iz latinščine in stare grščine.

Prevzete besede so lahko bolj ali manj prilagojene jeziku. Prevzete občnoimenske besede, ki so glasovno in oblikovno poslovenjene, imenujemo sposojenke (garaža, tenis ...), tujke pa so jeziku le deloma prilagojene (jazz, allegro, vakuum, ...). Podomačene lastnoimenske prevzete besede so imenovane podomačenke (Platon, Misisipi, Odiseja ...), nepodomačena lastna imena pa polcitatne besede (New York, Shakespeare ...).